# Howard Coster
Howard Sydney Musgrave Coster (27. dubna 1885 – 17. listopadu 1959) byl britský fotograf, který v roce 1926 otevřel londýnské studio. Byl osobitým „fotografem mužů“.

## Sbírky
Po svém dětství v Isle of Wight se seznámil s fotografií díky svému strýci, který vlastnil fotografické studio, kde Coster pracoval. Pak odjel na čas do Jižní Afriky, aby si vyzkoušel pracovat v zemědělství. Během první světové války sloužil u Royal Air Force a po válce pracoval ve studiu v Jižní Africe, kde potkal svou budoucí manželku Joan Burrovou (1903–1974), která byla také fotografkou.
V roce 1926 po svém návratu z Jižní Afriky se svou ženou, Coster otevřel studio na 8 a 9 Essex Street, mimo Strand. Neobvykle, jeho studio bylo oddané výhradně fotografování mužů, následovat příklad amerického fotografa Piria MacDonalda a stal se známý jako „fotograf mužů“. Jeho podnikání bylo od začátku úspěšné a do konce roku Coster podnikl několik portrétů úspěšných spisovatelů, včetně Johna Galsworthyho nebo J. B. Priestleyho. Na jednom z jeho nejznámějších snímků je spisovatel Alan Alexander Milne se svým synem Christopherem Robinem Milnem, který drží medvídka Pú na farmě Cotchford v jejich domově v Sussexu.
Britská Národní portrétní galerie v Londýně ve své sbírce vlastní pět portrétů Costera, jeden od Erica Gilla a přes 9000 Costerových portrétů, včetně G. K. Chestertona, Aldouse Huxleyho a obraz A. A. Milneho s jeho synem Christopherem Robinem. Retrospektivní výstava se konala v roce 1985.
V katalogu výstavy o něm stojí:
Coster je známý svým inovativním a dramatickým využitím osvětlení. Pečlivě nastavené efekty osvětlují osobnost a vytvářejí atmosféru ve studiu, jak je vidět například u spisovatele Edgara Wallace nebo hobojisty Leona Goossense. Kvalita a rozsah jeho práce na této výstavě představují Costera jako jednoho z hlavních fotografických portrétistů své doby.

Coster zemřel v Meltonu v Suffolku v roce 1959. Ve své poslední vůli odkázal své ženě Joan Costerové 1.124 liber. 

## Galerie

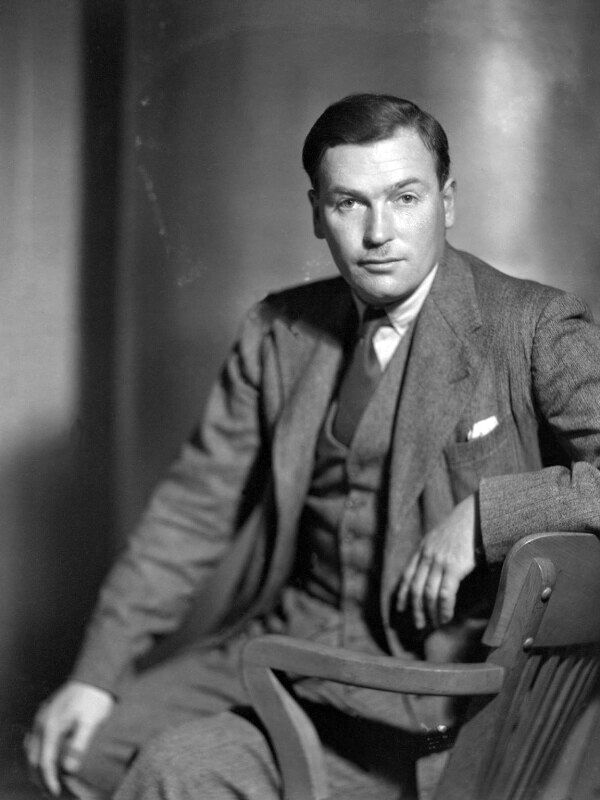
Richard Aldington, 1931
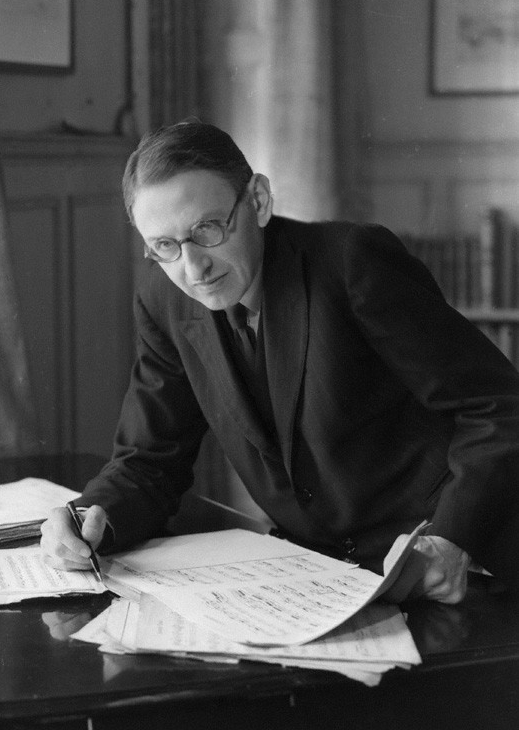
Eric Blom, 1942
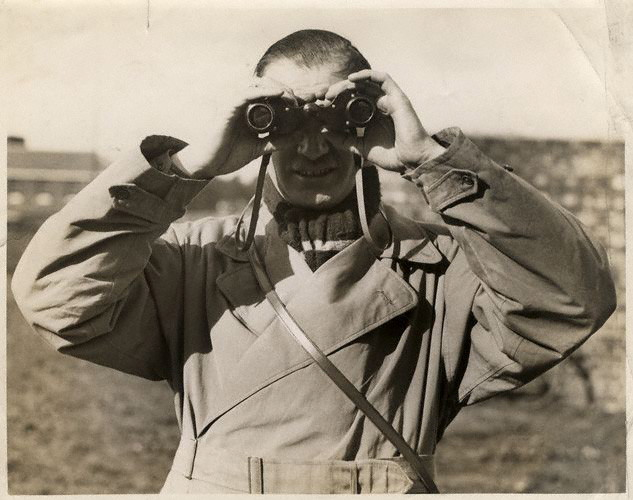
C. W. A. Scott držící dalekohled, 1934
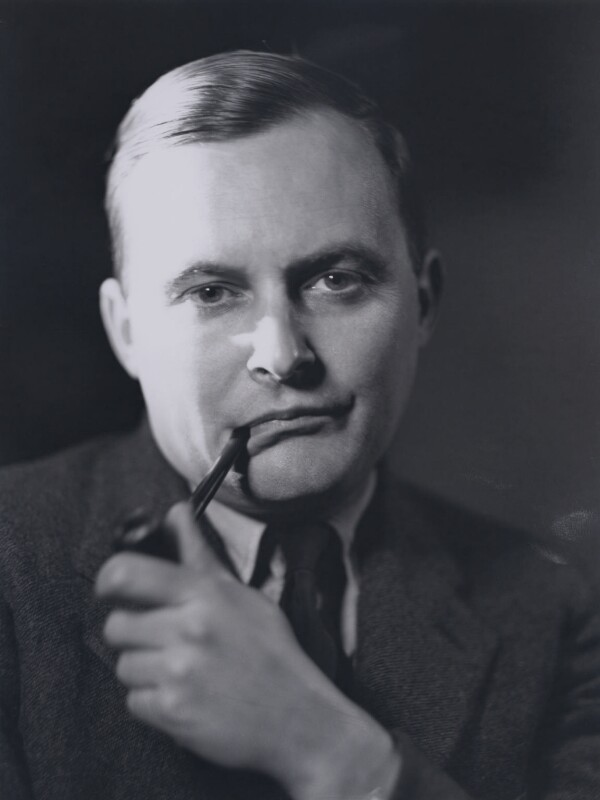
Edward Upward, asi 1937
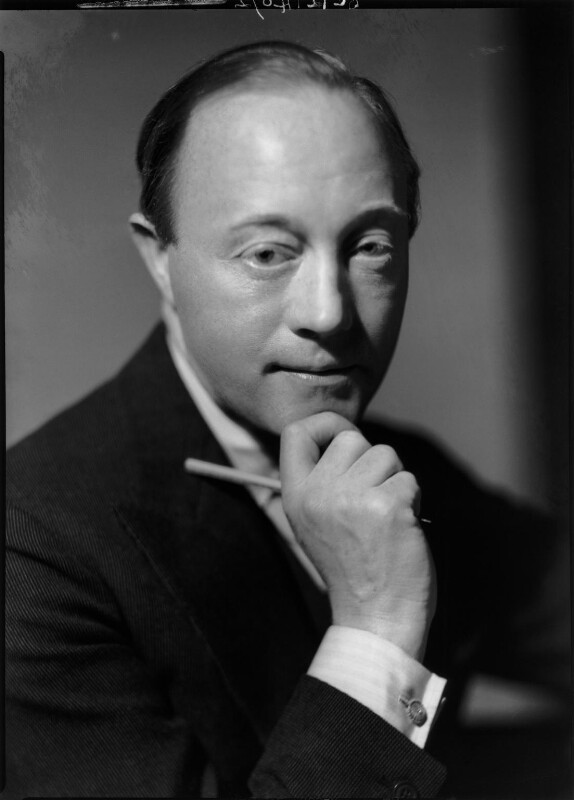
Gilbert Tom Webster, 1932
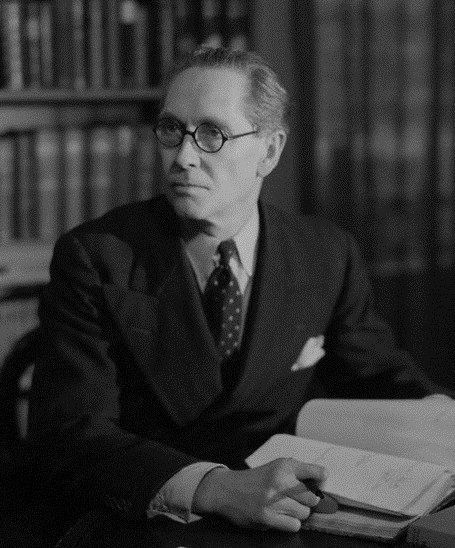
Philip Noel Baker, 1942
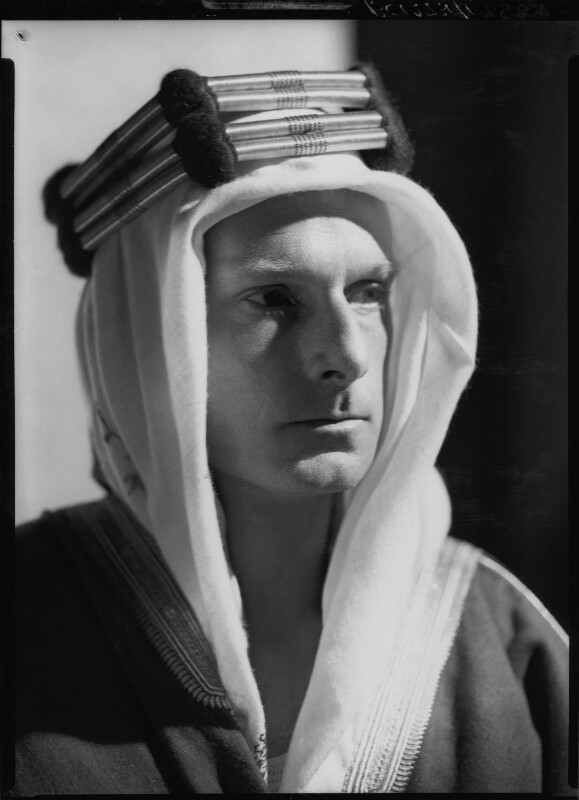
Stewart Henry Perowne, 1939